# Coreano medio
El coreano medio es la forma de coreano que evolucionó a partir del coreano antiguo, dando paso, alrededor de 1600, al coreano moderno.
El límite entre los períodos antiguo y medio se identifica tradicionalmente con el establecimiento de la dinastía Goryeo en el año 918, aunque algunos académicos argumentan que el período de mayores camibos debió darse con las invasiones mongolas de Corea de mediados del siglo XIII. El coreano medio suele dividirse en períodos temprano y tardío, correspondientes a Goryeo (hasta 1392) y Joseon, respectivamente. Es difícil extraer información lingüística de los textos del período temprano, ya que están escritos con caracteres chinos (llamados hanja en coreano). Esta situación cambió radicalmente en 1446 con la introducción del alfabeto hangul, por lo que el coreano medio tardío proporciona datos fundamentales para la historia del coreano.

## Aspectos históricos, sociales y culturales